# سطوع السطح

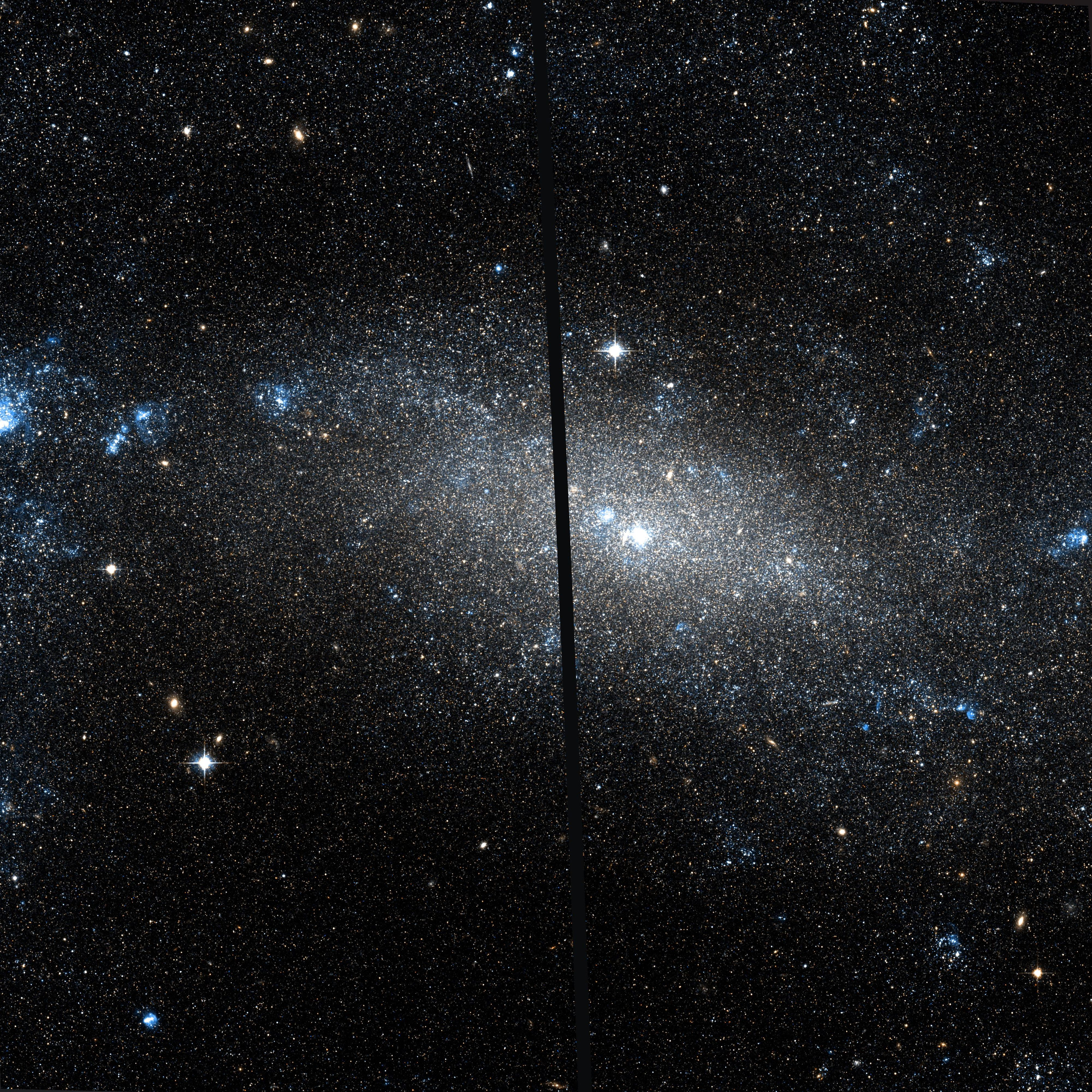
إن جي سي 4395 مجرة ذات سطوع سطحي منخفض. صورة بواسطة مرصد هابل الفضائي.

في علم الفلك، سطوع السطح هو مقياس السطوع الظاهري أو كثافة التدفق الطيفي لكل وحدة مساحة زاوية لجسم فلكي ممتد مكانيا ويشغل حيزا في الفضاء مثل: النجوم أو مجرة أو سديم، أو مذنب وحتى خلفية السماء ليلا. يعتمد سطوع سطح الجسم على كثافة سطوع سطحه، أي أن سطوعه ينبعث في كل وحدة مساحة سطحية. وبما أن المسافة في السماء تقاس كمسافة زاوية، بالدرجات والدقائق والثواني القوسية، تقاس المساحة في السماء كمساحة زاوية؛ على سبيل المثال، بالدرجات المربعة أو الثواني القوسية المربعة. وفي علم الفلك البصري وعلم فلك الأشعة تحت الحمراء، غالبا ما يدرج سطوع السطح على مقياس القدر الفلكي بمقادير لكل ثانية قوسية مربعة في نطاق مرشح فلكي معين أو نظام ضوئي.ويسمى قياس سطوع السطح للأجرام السماوية القياس الضوئي السطحي.

## وصف عام
«القدر الكلي» هو مقياس لسطوع جرم فلكي ممتد مثل السديم، والعناقيد النجمية، المجرة أو المذنب. ويمكن الحصول عليها عن طريق إجمالي اللمعان على مساحة الجرم. بدلا من ذلك، يمكن استخدام جهاز قياس ضوئي عن طريق وضع فتحات أو شقوق من مختلف الأحجام والأقطار. ثم يطرح ضوء الخلفية من القياس للحصول على السطوع الكلي. قيمة القدر الناتج هي نفس قيمة المصدر الشبية بالنقطة الذي تنبعث منة نفس الكمية من الطاقة.

## اقرأ أيضًا
- مجرة ذات سطوع سطحي منخفض
- القدر الحدي
- تقلب سطوع السطح